# Li Zicheng

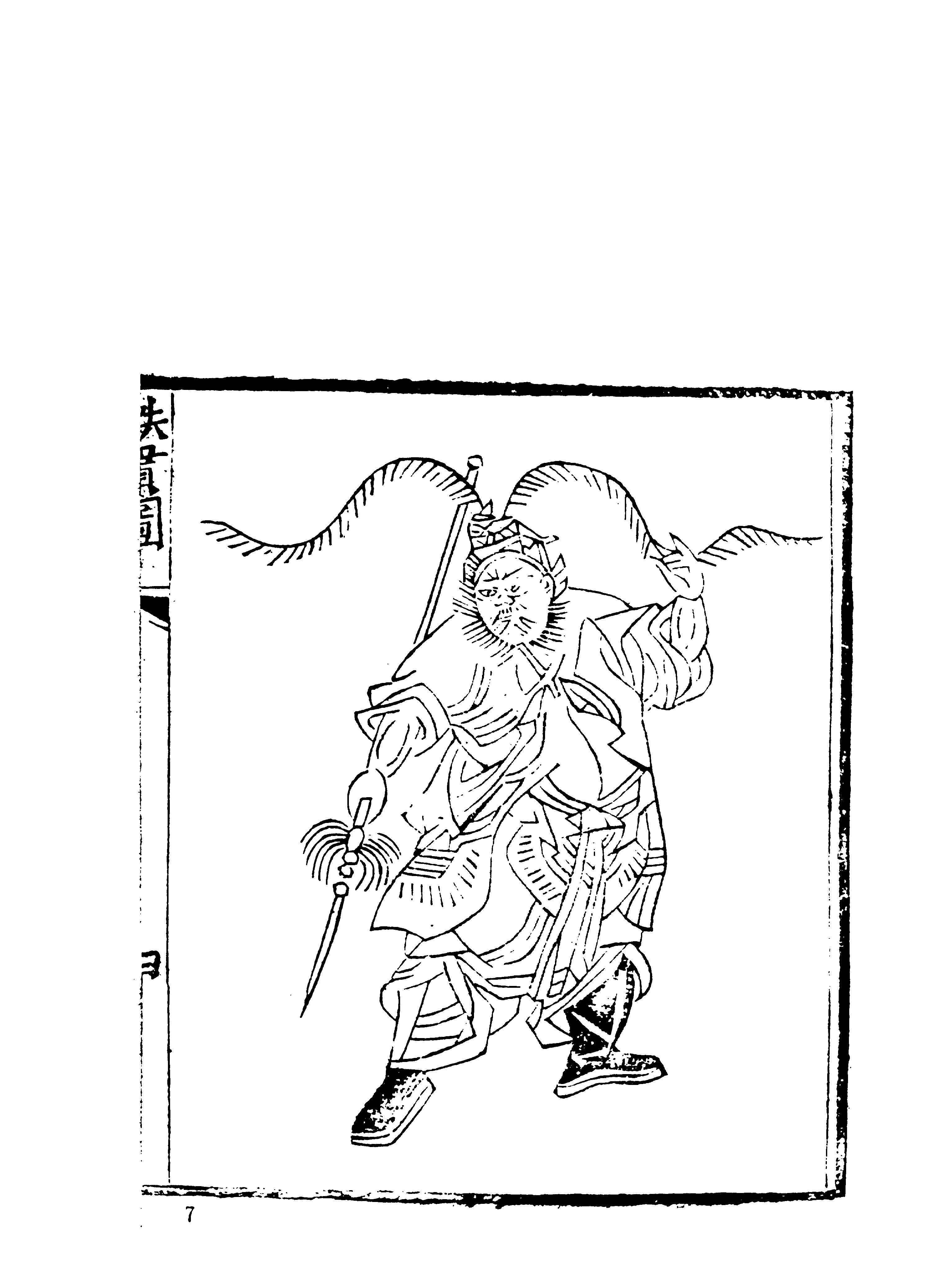
Li Zicheng

Li Zicheng (kinesiska: 李自成?, pinyin: Lĭ Zìchéng), född i Mizhi 1606 som Lĭ Hóngjī (鴻基), död 1645, var en av de viktigaste figurerna i upproret som störtade Mingdynastin i Kina i april 1644. Li Zicheng besegrades i slaget om Shanhaiguan 27 maj 1644 men  utropade sig själv till Chuǎng Wáng (闖王 "Den strövande kungen") över Shundynastin, men fördrevs av manchuerna i juni samma år som de utropade Qingdynastins styre över hela Kina.